# Мойсієнко Віктор Михайлович
Ві́ктор Миха́йлович Мойсієнко (нар. 3 квітня 1966, с. Мелені Коростенського району Житомирської області) — український вчений, доктор філологічних наук з 2006, професор із 2008 Житомирського державного університету імені Івана Франка. Із 2007 по 2013 рр. — директор Інституту філології та журналістики цього ж університету. Із 2013 — завідувач кафедри української мови. Член-кореспондент НАН України (українська мова, лінгвістичні технології). Діалектолог, історик мови.

## Біографічні дані
У 1983 році закінчив Меленівську середню школу. У 1990 році — філологічний факультет (спеціальність «Українська мова і література») Житомирського державного педагогічного інституту імені Івана Франка. Працював на посадах асистента (1990—1993), ст. викладача (1996—1997), заступника декана філологічного факультету (1995—1997) доцента (1997—2003) кафедри української мови.

## Наукова діяльність
У 1993—1995 рр. навчався в аспірантурі при кафедрі української мови. Кандидатську дисертацію «Номінація в поліській народній медицині та лікувальній магії» під керівництвом професора М. Никончука захистив достроково, за рік до завершення аспірантури, у січні 1995 року. З 2003 по 2005 рр. переведений на посаду старшого наукового співробітника університету для завершення докторської дисертації. Докторську дисертацію «Північне наріччя української мови у XVI—XVII ст. Фонетика» захистив у 2006 році (науковий консультант — проф. В. Німчук).

Головний редактор фахового наукового збірника «Волинь-Житомирщина» (опубліковано 24 числа), член редколегії фахового видання Інституту української мови НАН України «Українська мова». Двічі отримував стажування в університетах Польщі: стипендія імені Й. Мяновського (Університет імені Марії-Кюрі Складовської, Люблін) та стипендія королеви Ядвіги (Ягеллонський університет, Краків).
Брав участь у роботі міжнародних конференцій, які проходили в Мозирі (1993), Пінську (1997) — Білорусь; Любліні (2002, 2010), Влодаві (2003), Кракові (2005), Познані (2007) — Польща; Оломоуці (2006) — Чехія, Будапешті (2011) — Угорщина. Виступав з доповідями на Міжнародних конгресах україністів (Чернівці, 2003; Донецьк, 2005). У 2013 році був учасником XV Міжнародного з'їзду славістів (Мінськ), де виступив з доповіддю «Проста мова в Україні та Білорусі в XVI—XVII ст.». У 2005 році отримав короткотерміновий грант Американської ради наукових товариств за проєкт дослідження пам'яток північноукраїнського ареалу XVI—XVII ст. Науковий проєкт проф. В.Мойсієнка «Український діалектогенез. Північне наріччя української мови в XVI—XVII ст.» у 2007 р. отримав фінансування державного фонду фундаментальних досліджень МОН України.
У жовтні 2008 р. на запрошення професорів А. Золтана та М. Кочіша Віктор Мойсієнко читав лекції для студентів відділення україністики Сегедського, Будапештського університетів та вищої школи м. Ніредьхаза (Угорщина). В. М. Мойсієнко — член спеціалізованих учених рад (у Центральноукраїнському державному педагогічному університеті імені Володимира Винниченка (2008—2010) Волинському національному університеті імені Лесі Українки (із 2009), Східноукраїнському національному університеті імені В.Даля (із 2011) для захисту дисертацій на здобуття наукового ступеня кандидата філологічних наук за спеціальністю 10.02.01 — українська мова. З 2008 року — член наукової експертної ради МОН України для відбору проєктів з філології та мистецтвознавства на держфінансування. Під керівництвом професора В.Мойсієнка захищено дві кандидатські дисертації. Коло наукових зацікавлень — синхронічна та діахронічна діалектологія, питання українського діалекто- та глотогенезу, функціонування української літературно-писемної мови у різні часові періоди. Автор 130 наукових публікацій.

## Основні праці

### Окремі видання
- Гисторія Г. Граб′янки. ЛҌтописъ краткій/ Упорядкування, лінгвістично-палеографічне дослідження В. М. Мойсієнка. — Житомир, 2001. — 286 с.
- Мелені. Історико-лінгвістичний нарис. — Житомир, 1998. — 64 с. (У співавторстві з С.Грищенком).
- Поліська лексика народної медицини та лікувальної магії. — Житомир, 2001. — 146 с. (У співавторстві з М.Никончуком, О.Никончуком).
- Актова книга Житомирського гродського уряду 1611 року / Підгот. до видання А.Матвієнко, В.Мойсієнко. — Житомир, 2002. — 392 с.
- Акти Житомирського гродського уряду: 1590 р., 1635 р. [Архівовано 18 грудня 2018 у Wayback Machine.] / Підгот. до видання В. М. Мойсієнка. — Житомир, 2004. — 252 с.
- Герасим Смотрицький. Ключ царства небесного / Підгот. до вид. В.Мойсієнко, В.Німчук. У 2-х частинах. — Житомир, 2005. — 124 с.; 44 с.
- Фонетична система українських поліських говорів у XVI—XVII ст. [Архівовано 13 березня 2014 у Wayback Machine.] Монографія. — Житомир, 2006. — 446 с.
- Про південноукраїнський ікавізм та поліські дифтонги. Монографія. — Житомир,2007. — 92 с. + компакт-диск.
- Луцька замкова книга 1560—1561 рр. [Архівовано 11 листопада 2013 у Wayback Machine.] /Підгот. до видання В.Мойсієнко, В.Поліщук. — Луцьк, 2013. — 738 с.

### Статті
- Кого називали «людьми руськими» на Русі та на поструських геополітичних утвореннях? [Архівовано 19 квітня 2017 у Wayback Machine.] // Мовознавство 2016. № 4. — С. 22—39.

- Якою мовою писані пам'ятки на північноукраїнських та білоруських землях у XV—XVII ст.? [Архівовано 13 березня 2014 у Wayback Machine.] // Dziedzictwo kulturowe Wielkiego Księstwa Litewskiego. W 440. rocznicę Unii Lubelskiej. pp. 37–44.
- Чи була присутня польська складова у процесі витворення українського ікавізму? [Архівовано 13 березня 2014 у Wayback Machine.] // Gwary dziś. 4. Konteksty dialektologii. — Poznań, 2007. — C. 249—254., 4. pp. 249–254.
- Фонетичні особливості поліського наріччя [Архівовано 2 лютого 2016 у Wayback Machine.] // Українські і польські говірки пограниччя. pp. 51–59.

## Військова служба
Після початку широкомасштабного вторгнення Мойсієко вступив до лав Збройних сил України